# Бхандари, Сумитра
Сумитра Субеди Бхандари (непальск. सुमित्रा सुवेदी भण्डारी) — непальский политический и государственный деятель, губернатор Мадхеша (с 2024).

## Биография
После начала политической карьеры Бхандари вступила в «Коммунистическую партию Непала», выдвигаясь на ряд государственных должностей и участвуя в партийной деятельности в качестве её активного члена.
15 марта 2024 года президент Рам Чандра Паудел назначил её губернатором провинции Мадхеш по рекомендации Правительства и Совета министров Непала. На этом посту она сменила Хари Шанкара Мишру.